# کورسل-شوسی
کورسل-شوسی (به فرانسوی: Courcelles-Chaussy) یک کمون در فرانسه است که در Canton of Pange واقع شده‌است.

## خصوصیات
کورسل-شوسی ۱۹٫۰۲ کیلومترمربع مساحت و ۲٬۳۹۲ نفر جمعیت دارد و ۲۲۰ متر بالاتر از سطح دریا واقع شده‌است.

## نگارخانه

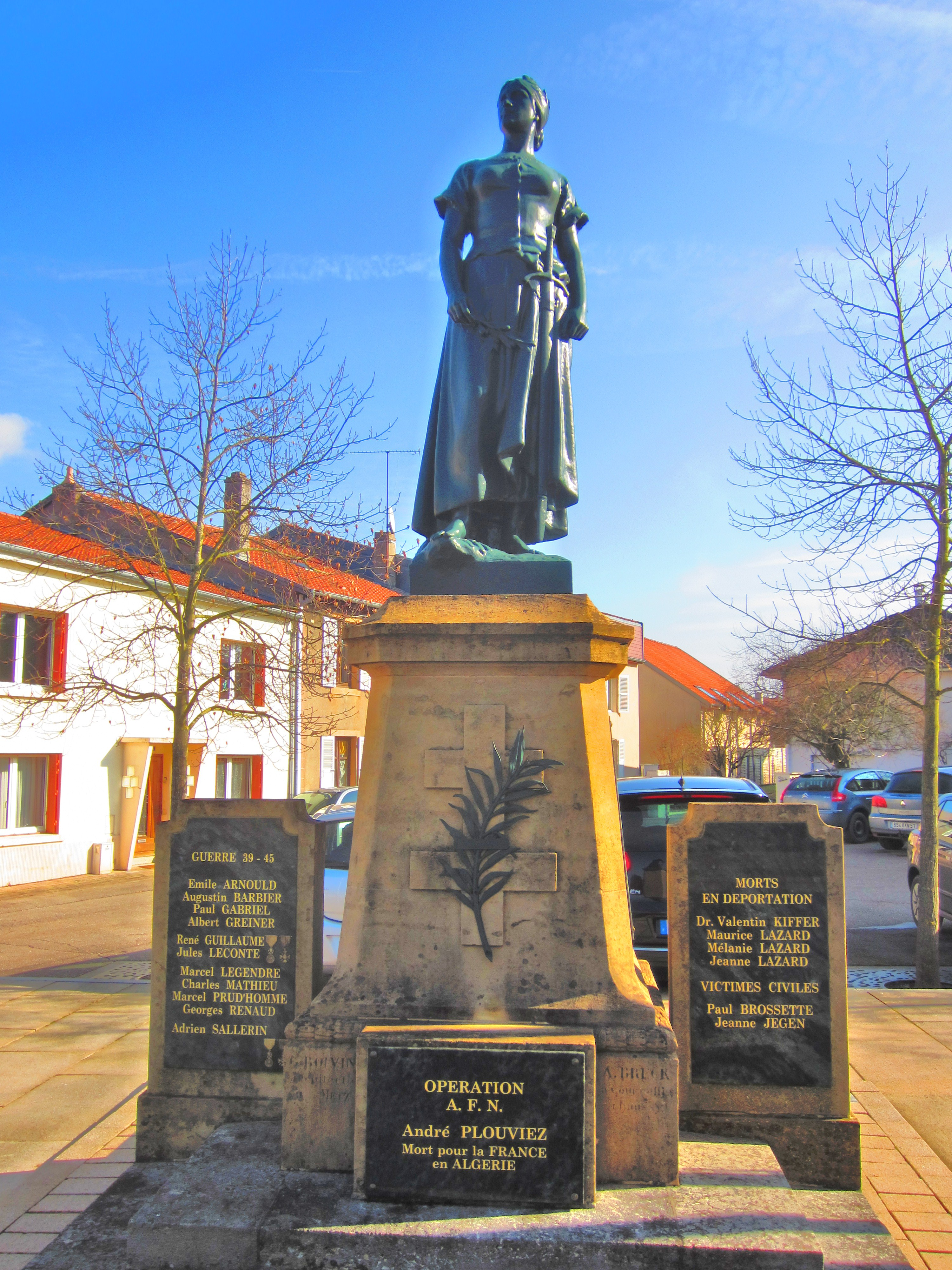
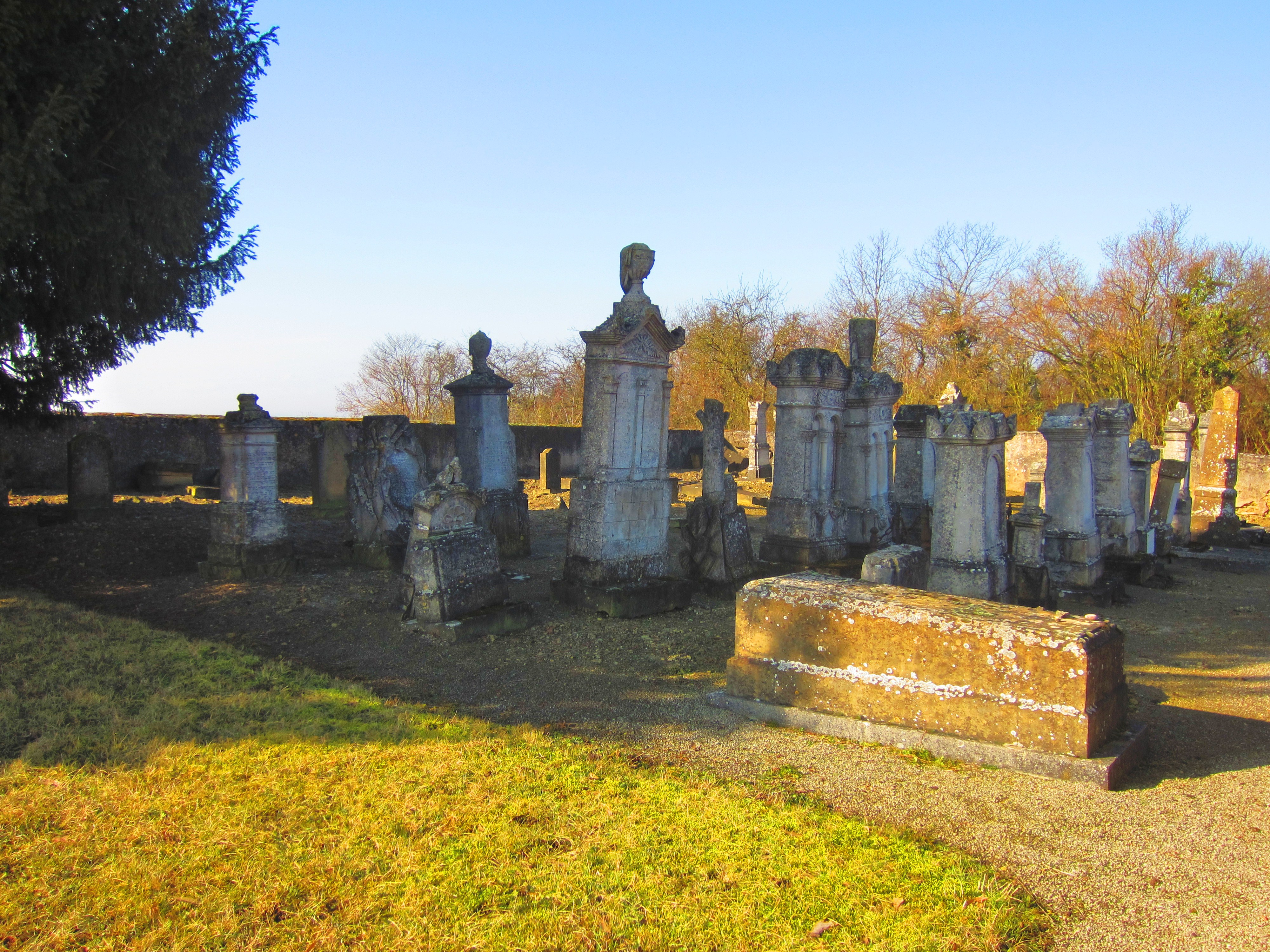
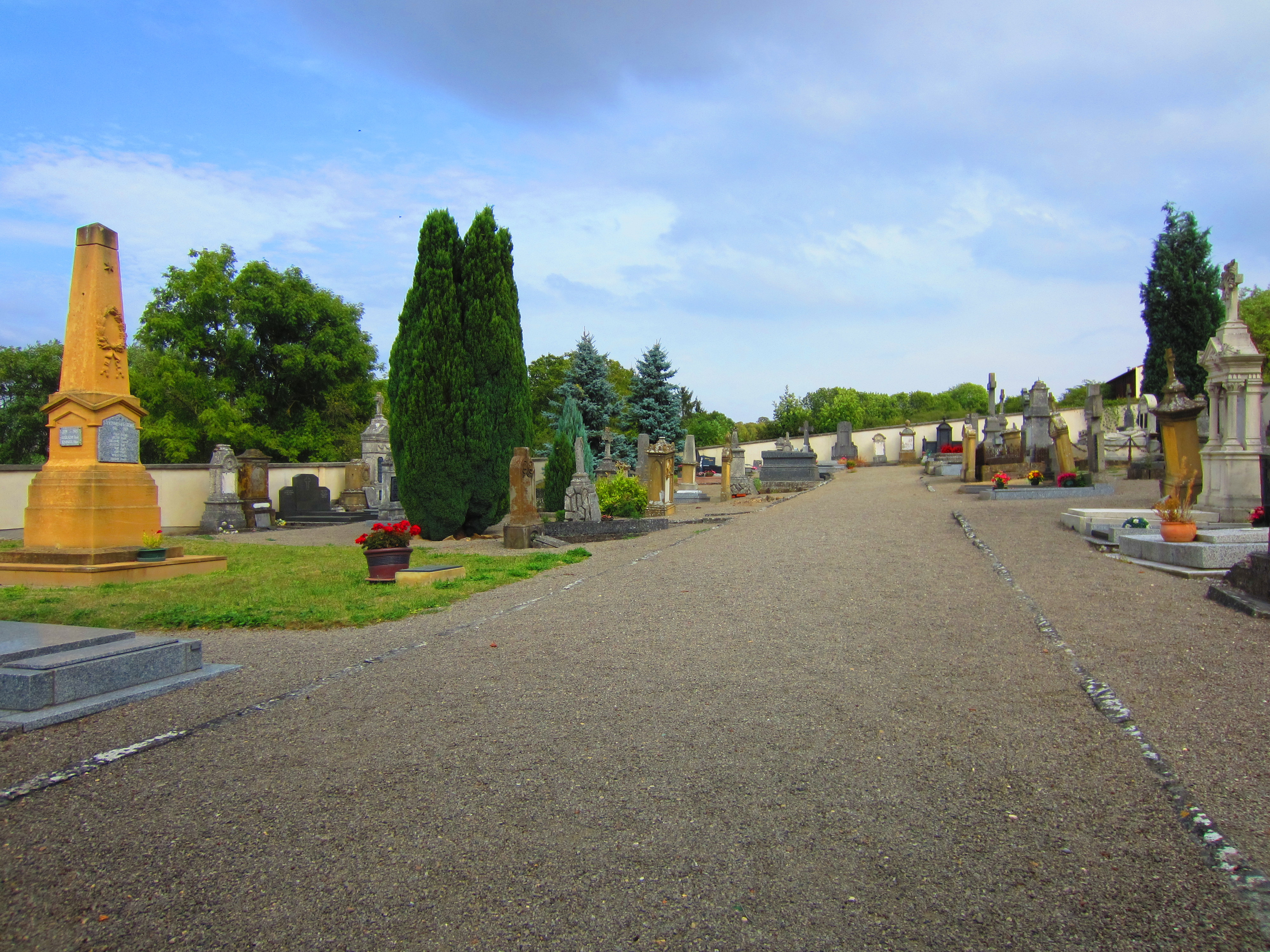